# Памятник генералу Маркову
Па́мятник генера́лу С. Л. Ма́ркову — памятник генерал-лейтенанту Русской Императорской армии, герою русско-японской и Первой мировой войн, одному из организаторов и лидеров Белого движения на юге России С. Л. Маркову, установленный 13 декабря 2003 года в г.Сальске (Ростовская область). Является первым в России памятником деятелю Белого движения.

## История создания памятника
В 2001 году была создана инициативная группа по установке памятника (Алекаев А. (руководитель проекта «Белые воины»), Инвестиционно-риэлторская компания «Пересвет-Инвест»). Работе предшествовали архивные поиски материалов для книги «Марков и марковцы». За два года работы инициативной группой было получено Постановление Администрации города Сальска и Сальского района об установке памятника неподалёку от места гибели генерала 25 июня 1918 году в Сальске (в то время имел название станция Торговая), который до 1920 года назывался городом Марков.
Народный художник РФ В. А. Суровцев, автор памятника генералу Маркову, удостоенный в 2009 году премии Правительства РФ за цикл памятников на историческую и военно-патриотическую тему:

Все началось с моего знакомства с А. Н. Алекаевым — русским предпринимателем, который обратился ко мне с предложением сделать для него скульптуру генерала Маркова небольшого размера. Ему же принадлежит идея и создания самого памятника. Поначалу идея показалась мне абсолютно нереалистичной — дело было более двух лет назад. И хотя у меня в то время уже был достаточно большой опыт по установке памятников, идея не показалась мне поначалу осуществимой. Изначально я не был глубоко посвящён в тему Белого движения, в историю гражданской войны, но благодаря деятельности А. Н. Алекаева я достаточно хорошо изучил данный вопрос. Большую роль в этом сыграл выход в издательстве «Посев» в серии «Белые Воины» книги о генерале Маркове. Серьёзную консультацию при работе над памятником мне оказали члены редколлегии альманаха «Белая Гвардия».

Поддержку проекту оказали: Администрация Президента Российской Федерации в лице советника по вопросам казачества Г. Н. Трошева, МИД России в лице замминистра А. Л. Федотова и посла РФ во Франции А. А. Авдеева, Минобороны России в лице командующего РВСН генерал-полковника Соловцова Н. Е., Администрация Ростовской области в лице губернатора В. Ф. Чуба и его заместителей И. А. Станиславова и В. П. Водолацкого (атаман войскового казачьего общества «Всевеликое войско Донское»). Проект получил благословение архиепископа Ростовского и Новочеркасского Пантелеймона.
Изначально его планировалось воздвигнуть в г. Ростове-на-Дону близ здания, в котором в 1918 г. заседал штаб Добровольческой армии, откуда её организаторы генералы Л. Г. Корнилов и М. В. Алексеев начали знаменитый «Ледяной поход».
Однако, после заседания городской межведомственной комиссии по наименованиям улиц, площадей и других общественно значимых мест, а также совещания в Министерстве культуры Ростовской области решено было поставить памятник в городе Сальск. В Ростовской области телевидением был проведен опрос граждан, с целью выяснения реакции на установку памятника в области. Большая часть опрошенных положительно отнеслась к этому проекту.
Финансирование работ происходило за счет добровольных взносов россиян и денежных средств компании «Пересвет-Инвест».

## Открытие памятника, последующая общественная реакция
Открытие памятника произошло 13 декабря 2003 года и было приурочено к 85-летию гибели С. Л. Маркова. В торжественном открытии памятника участвовали заместитель губернатора Ростовской области, атаман Всевеликого войска Донского В. П. Водолацкий, председатель комитета по связям с казачеством Законодательного собрания Ростовской области Н. В. Шевченко, другие официальные лица. Из Франции в Сальск прибыл потомок русских князей А. А. Трубецкой.
После установки памятника жители города левых взглядов выражали недовольство скульптурой, имели место случаи вандализма. Однако позднее, по мнению журналистки Марии Смыковой, был достигнут определённый общественный консенсус среди горожан.
Исследователь Литвинов, рассматривая эволюцию образа белогвардейцев в массовом сознании в СССР и постсоветских странах, главным образом в России, рассматривает установку памятников, поклонных крестов, мемориалов участникам Белого движения, и в частности памятник Маркову в Сальске, как признак примирения в обществе.
Как признание белых неотъемлемой частью русского народа появление памятников их представителям рассматривает и монумент в Сальске публицист Егор Холмогоров в своей колонке в «Известиях».
Памятник также стал признанным туристическим объектом и фигурирует в числе достопримечательностей Сальского района.